# Бабушкин, Виктор Борисович
Ви́ктор Бори́сович Ба́бушкин (24 августа 1930 — 25 июля 1998, Москва) — советский и российский композитор, звукорежиссёр. Заслуженный работник культуры РСФСР (1976).

## Биография
Родился 24 августа 1930 года. 
Учился на теоретико-композиторском факультете Московской консерватории. На последнем курсе Консерватории ушёл в звукорежиссуру, работал в ДЗЗ-ГДРЗ, Кремлёвском дворце съездов, одновременно работая как приглашенный звукорежиссёр на студии «Мелодия» и др. студиях.
Заслуженный деятель искусств РСФСР, профессор, был заведующим кафедрой звукорежиссёрского мастерства РАТИ на кафедре И. Шароева (бывший ГИТИС).
Долгое время работал на «Мосфильме», записал музыку ко многим фильмам, работал с ведущими отечественными композиторами. С 1979 года сам сочинял музыку к фильмам в качестве кинокомпозитора, причём неоднократно использовал электронные музыкальные инструменты.
Среди работавших с Бабушкиным — Александра Пахмутова, Геннадий Гладков, Эдуард Артемьев, Александр Зацепин.
Бабушкин является основоположником эстрадной школы отечественной звукорежиссуры, и многие звукорежиссёры наших дней — его прямые ученики и последователи, среди которых звукорежиссёры фирмы «Мелодия»: Р. Рагимов и Ю. Богданов, звукорежиссёры киностудии «Мосфильм» Владимир Виноградов, Геннадий Папин, Владимир Овчинников, Василий Крачковский, А. Белозеров, звукорежиссёр телецентра «Останкино» Алексей Менялин, звукорежиссёры телеканала «Культура» Юлия Карасева и Екатерина Клюшник и др.
Учениками Бабушкина в части звукорежиссуры считают себя Игорь Замараев и Александр Кутиков («Машина времени»).
Скончался 25 июля 1998 года. Кремирован, урна с прахом — в колумбарии Ваганьковского кладбища.

### Память
С 2000 года проводится Всероссийский конкурс творческих работ студентов-звукорежиссёров имени Виктора Бабушкина.

## Фильмография

### Звукорежиссёр
- 1961 — Девчата
- 1965 — Операция «Ы» и другие приключения Шурика
- 1966 — Кавказская пленница
- 1966 — Следствие продолжается
- 1967 — Три тополя на Плющихе
- 1969 — Красная палатка[2]
- 1969 — Бриллиантовая рука
- 1970 — О любви
- 1971 — 12 стульев
- 1972 — Вид на жительство — запись композиций Л. Гарина и Г. Гараняна с Эстрадным оркестром ЦТ и ВР
- 1972 — Точка, точка, запятая…
- 1973 — Эта весёлая планета
- 1973 — Молчание доктора Ивенса[2]
- 1973 — Иван Васильевич меняет профессию
- 1973 — Ищу человека
- 1973 — Земля Санникова
- 1974 — Дорогой мальчик
- 1974 — Романс о влюблённых
- 1974 — Свой среди чужих, чужой среди своих[2]
- 1975 — Русалочка
- 1975 — Маяковский смеётся
- 1975 — Капитан Немо
- 1976 — Броненосец «Потёмкин» (звуковая версия)
- 1976 — Табор уходит в небо
- 1976 — Мама
- 1976 — Моя любовь на третьем курсе
- 1976 — Грозный век (Иван Грозный)
- 1977 — Солнце, снова солнце
- 1977 — Диск — камео, запись альбома «Песняры III» на студии «Мосфильм»
- 1977 — Волшебный голос Джельсомино
- 1977 — Октябрь (звуковая версия)
- 1978 — Пока безумствует мечта
- 1978 — 31 июня
- 1978 — Сибириада
- 1979 — Несколько дней из жизни И. И. Обломова[2]
- 1979 — Прощальная гастроль «Артиста»
- 1979 — Ах, водевиль, водевиль...
- 1980 — О бедном гусаре замолвите слово
- 1980 — Баллада о спорте
- 1980 — Олимпийский праздник
- 1981 — Ленин в Париже
- 1981 — Душа
- 1981 — О спорт, ты — мир!
- 1982 — Предчувствие любви
- 1982 — Слёзы капали
- 1982 — Спортлото-82
- 1983 — Любовь Орлова
- 1983 — Любовью за любовь
- 1983 — Лунная радуга
- 1985 — Пришла и говорю
- 1985 — Танцплощадка
- 1985 — Начни сначала
- 1985 — День гнева
- 1986 — Кин-дза-дза!
- 1986 — Путешествие мсье Перришона
- 1986 — Люби меня, как я тебя
- 1986 — Прорыв, запись музыкантов группы «Машина времени»
- 1987 — Конец вечности
- 1990 — Паспорт
- 1993 — Серые волки
- 1993 — Настя
- 1995 — Сын за отца

### Композитор
- 1979 — Прощальная гастроль «Артиста»
- 1980 — Избирательность по соседнему каналу
- 1981 — Ответный ход
- 1982 — Случай в квадрате 36-80
- 1982 — Ассоль
- 1983 — Тайна «Чёрных дроздов»
- 1984 — Двойной обгон
- 1984 — Полоса препятствий
- 1985 — Одиночное плавание
- 1986 — Ягуар
- 1987 — Акция
- 1987 — Необыкновенные приключения Карика и Вали
- 1987 — Перед большой дорогой на войну
- 1987 — Свободное падение
- 1988 — История одной бильярдной команды
- 1989 — Шок
- 1989 — …И вся любовь
- 1989 — Авария — дочь мента
- 1989 — Стеклянный лабиринт
- 1989 — Бархан
- 1990 — «Каир-2» вызывает «Альфу» (фильм)
- 1990 — Коррупция
- 1991 — Дом свиданий
- 1991 — Рогоносец
- 1991 — Волкодав
- 1992 — На Дерибасовской хорошая погода, или На Брайтон-Бич опять идут дожди
- 1995 — На углу, у Патриарших

## Мультфильмы

### Звукорежиссёр
- Бременские музыканты (1969)
- По следам бременских музыкантов (1973)
- Поезд памяти (1975)
- Маяковский смеётся (1976)
- Голубой щенок (1976)
- Бедная Лиза (1978)
- Балаган (1981)
- Кайчи (1983)

### Композитор
- Кайчи (1983)
- Лебеди (1983)
- Заячий хвостик (1984)
- История одной куклы (1984)
- Ель (1984)
- Найда (1984)
- Ну, погоди! (выпуск 15) (1985)
- Переменка № 4 (1985)
- Голубая стрела (1985)
- На воде (1986)
- Весёлая карусель № 17. Вредный совет (1986)
- Ну, погоди! (выпуск 16) (1986)
- Новоселье у Братца Кролика (1986)
- Весёлая карусель № 19. Вредный совет (1986)
- По следам Бамбра (1990)
- Ловушка для Бамбра (1991)

## Дискография

### Звукорежиссёр
- Муслим Магомаев — песни «В путь», «Лучший город земли» (1964); «Разговор птиц», «Атомный век» (1966); «Ватусси» (1967); «Чёртово колесо» (1969); «Город мой, Баку» (1971).
- Тамара Миансарова — песня «Чёрный кот» (1964).
- Анна Герман — песни «Город влюблённых», «Любимый мой», «Не спеши» (1965).
- Полад Бюльбюль оглы — песня «Позвони» (1966).
- Валерий Ободзинский — песня «Я возвращаюсь домой» (1967).
- Вокальный квартет «4 М» — песня «Бэбэл» (1967).
- Джаз 67. IV Московский фестиваль молодёжных джазовых ансамблей. Пластинка № 1 (Мелодия, 1967).
- Эдуард Хиль — песни «Подруженька-гитара», «Как служил солдат» (1969); «Мяч и шайба» (1970).
- Василий Ливанов, Геннадий Гладков, Юрий Энтин — альбом «Бременские музыканты (песни из мультфильма)» (Мелодия, 1969).
- Вокальный квартет «Аккорд» — песня «Проказник Браун» (1970).
- Олег Анофриев — альбом «Сказка про русского солдата (песни из мультфильма)» (Мелодия, 1972).
- Мурад Кажлаев — альбом «Миллион новобрачных» (Мелодия, 1972).
- Эдгар Оганесян, Жак Ибер, Александр Глазунов, Товмас Геворкян — альбом «Концерты для саксофона с оркестром» (Мелодия, 1972).
- Давид Тухманов — альбом «Как прекрасен мир» (Мелодия, 1972).
- Иосиф Кобзон — песни «Город» (1972); «Марафон» (из фильма «Баллада о спорте», 1980).
- Василий Ливанов, Геннадий Гладков, Юрий Энтин — альбом «По следам бременских музыкантов (песни из мультфильма)» (Мелодия, 1973).
- Давид Тухманов — альбом «Эта весёлая планета (песни из кинофильма)» (Мелодия, 1974).
- Рэй Коннифф — альбом «Ray Conniff in Moscow» (Мелодия, 1974).
- Александра Пахмутова — альбом «Дарите радость людям (Пионерские песни)» (Мелодия, 1975).
- ВИА «Песняры» — альбом «Песняры III» (Мелодия, 1978).
- Юрий Саульский — альбом «Песни из кинофильма «Солнце, снова солнце» (инструментальная музыка)» (Мелодия, 1978).
- Эдуард Артемьев — альбом «Музыка к кинофильму «Сибириада» (инструментальная музыка)» (Мелодия, 1979).
- Александра Пахмутова — альбом «Любовь моя — спорт» (Мелодия, 1980).
- Машина времени — альбом «За тех, кто в море» (Мелодия, 1982).
- Машина времени — альбом «Душа (песни из кинофильма)» (Мелодия, 1982).
- Александр Градский — альбом «Нам не жить друг без друга» (Мелодия, 1983).
- Алла Пугачёва — альбом «Сонет / Бумажный змей» (Мелодия, 1984).
- Муслим Магомаев — альбом «Ария. Неаполитанские песни» (Мелодия, 1985).
- Клавдия Шульженко — альбом «Юбилейный концерт» (Мелодия, 1985).
- Майя Кристалинская — альбом «Мы с тобой случайно в жизни встретились» (Мелодия, 1985).
- Александра Пахмутова — альбом «Битва за Москву (музыка к кинофильму)» (Мелодия, 1985).
- Машина времени — альбом «В добрый час» (Мелодия, 1986).
- Лариса Долина — альбом «Песня Нептуна» (1986).
- Евгений Дога — альбом «Танцплощадка (музыка к кинофильму)» (Мелодия, 1986).
- Машина времени — альбом «Музыка под снегом» (Мелодия, 1986).
- Алла Пугачёва — альбом «Окраина» (Мелодия, 1987).
- Илья Резник — альбом «Вернисаж» (Мелодия, 1987).
- София Ротару — альбом «Костёр» (Мелодия, 1987).
- Батыр Закиров — альбом «Поёт Батыр Закиров» (Мелодия, 1987).
- Давид Тухманов, Юрий Ряшенцев — альбом «Путешествие мсье Перришона (песни из кинофильма)» (Мелодия, 1987).
- Алла Пугачёва — альбом «Пришла и говорю» (Мелодия, 1987).
- Муслим Магомаев — альбом «Моя прекрасная леди» (Мелодия, 1989).
- Владимир Атлантов — альбом «Концертная серенада» (Мелодия, 1990).
- Муслим Магомаев — альбом «Песни Италии (Songs of Italy)» (Мелодия, 1990).
- Ансамбль Дмитрия Покровского — альбом «Faces of Russia» (Trikont-Unsere Stimme, 1991).
- Ансамбль Дмитрия Покровского, Игорь Стравинский — альбом «Les Noces» (Elektra Nonesuch, 1994).
- Эдуард Артемьев — альбом «Территория любви (музыка из кинофильмов Никиты Михалкова)» (Ладъ, ТриТэ, 1995).
- Гия Канчели — альбом «Музыка к кинофильмам» (Olympia, 1995).
- Эльдар Рязанов — альбом «Обманная страна (песни на стихи Эльдара Рязанова)» (Мелодия, 1995).
- Евгений Дога — альбом «Парижский каскад. Музыка кино» (Ладъ, 1996).
- Василий Ливанов, Геннадий Гладков, Юрий Энтин — альбом «Бременские музыканты / По следам бременских музыкантов» (Мелодия, 1996).
- Дин Рид — альбом «Поёт Дин Рид» (Мелодия, 2009).